# Oio
Oio (historiquement Woye,) est une région de Guinée-Bissau dont la capitale est Farim.

## Géographie
Au nord, elle est traversée par le río de Canjambari et bordée par le Sénégal, à l'ouest par la région de Cacheu, au sud-ouest par celles de Bissau, de Biombo et des îles Bijagos, au sud celle de Quinara, à l'est de Bafata.
Son point culminant est le Tambandinto à 70 mètres d'altitude.

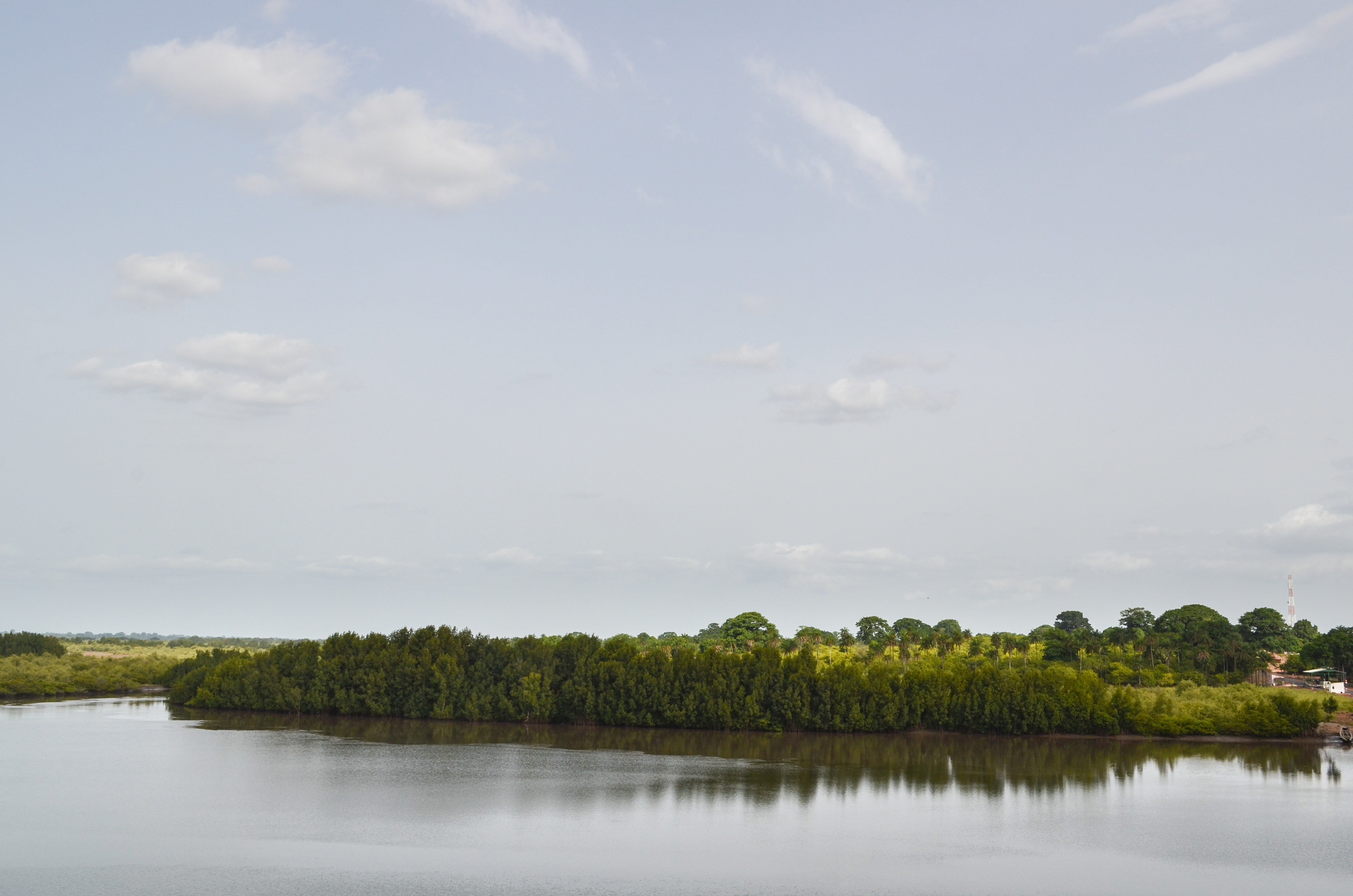
Rivière Rio Farim/Cacheu près de São Vicente, Guinée-Bissau

## Secteurs

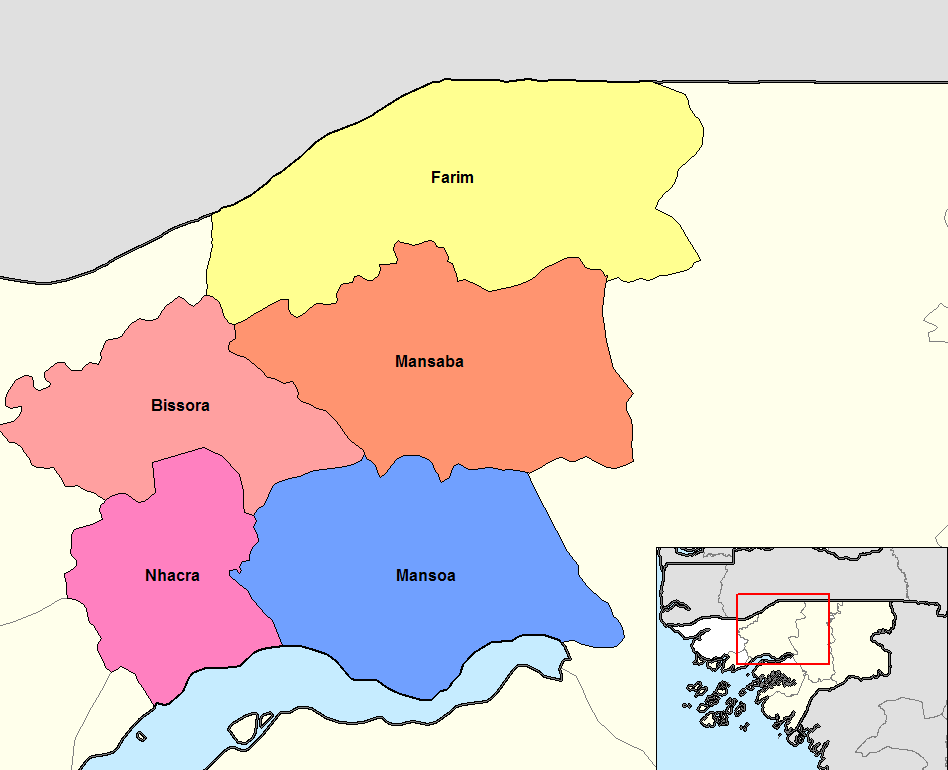
Secteurs de la région de Oio.

Oio est divisé en 5 secteurs:
- Bissorã
- Farim
- Mansaba
- Mansôa
- Nhacra